# Arcina
Arcina là một chi bướm đêm thuộc họ Geometridae.

## Các loài
- Arcina argyritis
- Arcina fulgorigera Walker, [1863]